# Эмер Озак
Эмер Озак (Ömer Özak) — доктор философии Университета Брауна, профессор экономического факультета Южного Методистского Университета, научный сотрудник IZA. Занимается изучением экономического развития стран, сравнением стран по культурным, социальным и экономическим характеристикам, а также макроэкономикой и эволюционной экономикой. Известен как автор многих работ по экономике, опубликованных в журналах American Economic Review, Journal of the European Economic Association и Economic Growth. Его самая известная работа "The agricultural origins of time preferences" (2016), написанная в соавторстве с Одедом Галором, внесла огромный вклад в поведенческую экономику. 

## Образование
В 1997 году получил степень бакалавра искусств (B.A.) в Политехническом Университете Колумбии по направлению маркетинг и реклама. В 2001 году получил степень бакалавра науки (B.S.) по экономике в Южном Методистском Университете. В 2005 году получил степень магистра по математике в Национальном Университете Колумбии. Его магистерская диссертация называлась "Asymptotic Behaviour and Equilibrium Selection in Evolutionary Games", была написана на испанском языке. Через год получил магистерскую степень по экономике в Университете Брауна. С 2011 года является профессором в Университете Брауна. Эмер Озак получил профессорскую степень за свою выдающуюся работу по экономическому развитию "Essays on Geographical, Technological, and Cultural Determinants of Comparative Economic Development".
Сферы интересов: сравнительное развитие, долгосрочный экономический рост, инновации, макроэкономика, экономика культуры, политическая экономия, экономическое развитие. 
С августа 2018 года работает профессором (адъюнктом) в Южном Методистском Университете в Соединенных Штатах Америки. Там же занимается научной деятельностью на кафедре экономики. 

## Избранные публикации
Эмер Озак является автором многих работ по экономике развития. Он заинтересован в сравнениях стран по культурным, экономическим и социальным характеристикам. Самая цитируемая статья - The agricultural origins of time preference. Она была написана в 2016 году с соавторстве с Одедом Галором - профессором экономики Еврейского университета. Вместе авторы написали несколько значимых статей. В данной статье они исследовали происхождение наблюдаемых различий во временных предпочтениях между странами и некоторыми регионами. В ходе исследования было обнаружено, что агроклиматические характеристики стран (образование, сбережения, курение, внедрение новых технологий) оказали сильное влияние на экономическое поведение представителей этих стран. Более того, эти агроклиматические характеристики повлияли на стратегию развития стран: регионах, где была высокая отдача от сельскохозяйственных инвестиций, сформировалась особая культура долгосрочной ориентации страны в современную эпоху. Данная статья внесла вклад в поведенческую экономику, а именно в сферу изучения предпочтений в сравнительном анализе стран.
В 2016 году была опубликована еще одна статья Эмера Озака в соавторстве с Галором Одедом и Асафом Саридом под названием "Geographical Origins and Economic Consequences of Language Structures". В данной статье представлено исследование экономических причин и следствий языковых структур. В этом исследовании авторы выдвинули и подтвердили гипотезу о том, что доиндустриальные географические характеристики, повлиявшие на самую большую отдачу от сельскохозяйственных инвестиций, формирование гендерного различия в сельскохозяйственном производстве, а также на формирование иерархии в конкретном обществе, сформировали языковые обычаи.  Авторы провели сравнительный анализ более 100 стран и изучили религиозные, политические, экономические, социальные предпочтения людей, живущих в них, а также особенности языка. Они заметили, что данные характеристики также повлияли на употребление будущего времени в том или ином языке и значимости употребления его вообще, а также определили различия в проявлении вежливости. Иными словами, язык сочетает себе прошлые знания народа, обычаи, культурные черты предков. Язык также определяет поведение человека, его экономические решения и политические предпочтения.
В 2015 году Озак, Галор и Ашраф опубликовали статью под названием "Isolation and Development", в которой авторы исследовали межстрановые различия в развитии в зависимости их отдаленности друг от друга. Они изучали влияние данной дистанции на ход мирового экономического развития и выяснили, что географическая изоляция до появления путей связи между странами  оказала положительное влияние на процесс развития. В ходе эмпирического исследования авторы выявляли зависимость между доходами на душу населения в 2000 году и индексом изоляции стран, уровнем плодородия почвы, протяженности земли, а также риском заражения малярией. Появление путей связи между странами положительно сказалось на их развитии. 
Самой поздней публикацией Эмера Озака является "The origins of the division of labor in pre-industrial times", опубликованная в августе 2020 года. Совместно с Эмилио Депетрисом-Шовеном авторы исследовали исторические корни разделения труда в индустриальных обществах. Они выявили, что высокое внутриэтническое разнообразие способствовало экономическому развитию той или иной страны, а это разнообразие является ключевым фактором, повлиявшим на современное разделение труда. Они исследовали историко-этнические особенности стран и с помощью уравнений выявили, что язык или генетика не так сильно влияют на разделение труда в стране, как другие этнические особенности. На примере 1100 этносов авторы выяснили, что наблюдается положительная связь межу внутриэтническим разнообразием и различными географическими условиями страны. 

## Текущая деятельность
Эмер Озак продолжает изучать факторы, влияющие на экономический рост стран и их развитие. Сейчас в разработке находятся около 11 статей, направленные на изучение этнических особенностей стран и их влияние на современное общество. Он также продолжает работу с Одедом Галором, совместно они работают над исследованиями "Leviathan or The Matter, Form and Power of Politeness and Hierarchy", "The Neolithic Revolution and Comparative Development", "The Economic Origins and Consequences of Hierarchy and Power Distance". В этих работах авторы исследуют влияние иерархии на развитие стран и другие факторы. 
Совместно с Депетрисом-Шовеном они проводят исследования "Culture, Genetics, and Development", "Diversity, Statehood, Colonialism and Conflict". Вместе они выявляют новые закономерности в развитии стран. 

## Другие публикации
1. Kung, J. K. S., Özak, Ö., Putterman, L., & Shi, S. (2020). Просо, рис и изоляция: происхождение и сохранение самого прочного мегагосударства в мире (№ 2016).
2. Özak, Ö., & Depetris-Chauvin, E. (2020). Истоки разделения труда в доиндустриальные времена.
3. Özak, Ö., & Depetris-Chauvin, E. (2020). Пограничное расстройство: (де-факто) Исторические этнические границы и современный конфликт в Африке.
4. Obradovich, N., Özak, Ö., Martín, I., Ortuño-Ortín, I., Awad, E., Cebrián, M., ... & Cuevas, Á. (2020). Расширение измерения культуры с помощью выборки из двух миллиардов человек (№W27827). Национальное бюро экономических исследований.
5. Galor, O., Özak, Ö., & Sarid, A. (2020, Май). Языковые особенности и формирование человеческого капитала. В документах и трудах АЭА (том 110, стр. 309-13).
6. Harutyunyan, A., & Özak, Ö. (2017). Культура, распространение и экономическое развитие: Проблема наблюдательной эквивалентности. Economics Letters, 158, 94-100.
7. Özak, Ö. (2016). Расстояние до доиндустриального технологического рубежа и экономического развития. Макроэкономика: Потребление
8. Özak, Ö. (2012). Оптимальное потребление в условиях неопределенности, ограничений ликвидности и ограниченной рациональности. Журнал поведенческой и экспериментальной экономики.
9. Sotomayor, M., & Özak, Ö. (2009). Двухсторонние Соответствующие Модели. Энциклопедия сложности и системной науки.
10. Özak, Ö., & Valencia, O. (2002). Impacto macroeconómico y distributivo del impuesto de seguridad democrática. [8]